# Cuevas del Becerro
Cuevas del Becerro és un municipi d'Andalusia, a la província de Màlaga, en la comarca de Guadalteba. Per carretera està situat a 97 km de Màlaga i a 576 km de Madrid. El 2008 tenia 1.847 habitants.